# Eudistenia costipennis
Eudistenia costipennis är en skalbaggsart som beskrevs av Henry Clinton Fall 1907. Eudistenia costipennis ingår i släktet Eudistenia och familjen långhorningar. Inga underarter finns listade i Catalogue of Life.